# Куба либре (коктейль)
«Ку́ба ли́бре» (исп. Cuba Libre, «Свободная Куба») — коктейль на основе рома и кока-колы, считается одним из самых популярных коктейлей в мире. Коктейль входит в список «современной классики» Международной ассоциации барменов (IBA) и классифицируется как лонг дринк.
По подсчетам компании Bacardi, ежедневно в мире выпивают шесть миллионов порций этого коктейля.

## История
Существует несколько версий происхождения рецепта и названия коктейля, все они связывают коктейль с историей войны за независимость Кубы от Испании, отдавая честь изобретения коктейля либо солдатам американской армии, включая «мужественных всадников», либо кубинским повстанцам.
Предыстория коктейля включает в себя историю боевого клича ¡Por Cuba libre! («За свободную Кубу!»), распространённого среди кубинских повстанцев в горах Сьерра-Маэстра на востоке Кубы в период «Десятилетней войны» за независимость от Испании 1868—1878 гг. В то время популярным напитком был местный ром с добавкой патоки из сахарного тростника.
Coca-Cola появилась на Кубе с прибытием американских войск на остров в период «Малой войны» за независимость 1896—1898 гг. Вместе с военными на Кубу приехал проповедник Уоррен Чэндлер — младший брат Асы Григса Чэндлера — владельца эксклюзивных прав на продажу Coca-Cola. Уоррен был миссионером и епископом протестантской церкви. Он прибыл на Кубу по церковным делам, но не забывал и о бизнесе старшего брата. Именно Уоррен договорился о поставках бутилированной колы для контингента американских войск на Кубе, а также организовал поставки в гаванские бары.
История, публикуемая компанией Bacardi, ссылается на кубинца Фаусто Родригеса (Fausto Rodriguez), личного посыльного генерала Вуда, военного губернатора Кубы во время американской оккупации. Согласно этой версии, коктейль родился в 1900 году в «Американском баре» в центре Гаваны. Там некий капитане Рассел из американских войск связи заказал для себя охлажденную льдом смесь рома Bacardi и недавно завезённой на Кубу кoка-колы с добавлением сока лайма. Находящимся в баре солдатам смесь очень понравилась, и их воодушевление вылилось в тост за свободную Кубу.
Коктейль приобрёл широкую популярность после выхода в 1945 году песни Rum and Coca-Cola, исполненной сёстрами Эндрюс. Рецепты Куба либре и Дайкири были приведены на оборотной стороне бутылки рома Гавана Клуб, который Куба поставляла в СССР в 70—80-е годы XX века. Коктейль подаётся в бокале хайбол, украшается долькой лайма. Существуют вариации коктейля с другими видами рома вместо светлого. Производным от Куба либре является коктейль калимочо, который первоначально назывался исп. Cuba Libre del pobre («Куба либре для бедных»).